# Черо Мађоре
Черо Мађоре (итал. Cerro Maggiore) је насеље у Италији у округу Милано, региону Ломбардија.
Према процени из 2011. у насељу је живело 12027 становника. Насеље се налази на надморској висини од 208 м.

## Становништво
Према резултатима пописа становништва 2011. у општини је живело 14.735 становника.
| 1931. | 1936. | 1951. | 1961.  | 1971.  | 1981.  | 1991.  | 2001.  | 2011.  |
| ----- | ----- | ----- | ------ | ------ | ------ | ------ | ------ | ------ |
| 6.907 | 7.190 | 8.668 | 10.314 | 12.929 | 14.107 | 14.246 | 13.893 | 14.735 |

## Партнерски градови
- Бад Нојштат ан дер Зале